# Roberto III de Mark
Roberto III de Mark (em francês:  Robert III de La Marck, 1491-1536), muitas vezes referido pelo epíteto de Fleuranges, foi um militar e historiador francês, Marechal da França, Duque de Bulhão, Senhor de Sedan e Florange.
Era filho de Roberto II de Mark e sobrinho do célebre Guilherme de Mark, apelidado de o javali das Ardenas (le sanglier des Ardennes).
Auto-intitulado o Jovem Aventureiro, foi um dos companheiros de Francisco I da França durante os últimos anos de vida do rei Luís XII, permanecendo seu amigo pessoal depois da sua ascensão ao trono.

## Biografia
Inclinado desde bastante jovem aos exercícios militares, com a idade de dez anos foi enviado para a Corte de Luís XII, tendo ficado sob os auspícios do Conde de Angoulême, depois o rei Francisco I.
Aos vinte anos desposou uma sobrinha do cardeal d'Amboise, mas após três meses do enlace partiu de casa junto ao exército francês para o Milanesado. Com algumas tropas lançou-se para Verona, então sitiada pelos venezianos; como o cerco restou demorado, e ansioso por mais ação, reuniu-se ao exército. Tomou parte então da libertação de Mirandola, sitiada pelas tropas do Papa Júlio II, e em outras ações da campanha.
Em 1512, os franceses dirigiram-se para a Itália, Roberto foi enviado a Flandres para arregimentar um corpo de dez mil homens, que comandou sob as ordens de seu pai, voltando para a península em 1513. Sediando-se em Alessandria, assaltou vigorosamente Novara. Os franceses foram derrotados, e Roberto escapou por um triz, tendo recebido mais quarenta ferimentos. Foi salvo por seu pai e enviado para Vercelli, e dali para Lião.
Voltando à Itália em 1515 com Francisco I, distinguiu-se em várias campanhas, especialmente em Marignano, quando teve seu cavalo alvejado, e contribuiu de modo tão decisivo para a vitória francesa que o Rei pessoalmente sagrou-o cavaleiro. Partiu então para Cremona, onde foi chamado de volta para casa, com a notícia da doença de seu pai.
Em 1519 foi enviado para a Alemanha, com a difícil tarefa de cooptar votos dentre os príncipes eleitores a favor de Francisco, que então disputava o cargo de Imperador com Carlos I da Espanha - tendo falhado neste intento.
Com o reinício da guerra na Itália, Ricardo acompanhou o rei até lá, lutando em Pavia (1525), onde ambos terminaram prisioneiros. O Imperador Carlos V, irritado com a defecção de seu pai, Roberto II, enviou-o confinado em Flandres, onde permaneceu durante alguns anos.
Durante seu cativeiro foi honrado como Marechal da França. Empregou este tempo livre a que se viu obrigado para redigir a obra "Histoire des choses mémorables advenues du règne de Louis XII et de François I, depuis 1499 jusqu'en l'an 1521", trabalho em que descreve suas "Jeune Adventureux" (aventuras da juventude). Ali dá muitos curiosos e interessantes detalhes do seu tempo, descrevendo apenas aquilo que testemunhara, num estilo simples mas vívido. O livro foi publicado inicialmente em 1735, pelo Abade Lambert, que acrescentou notas históricas e críticas; foi reimpresso em várias coleções.
A última ocasião em que Roberto III esteve envolvido em combate foi na defesa de Péronne, sitiada pelo Conde de Nassau, em 1536. No ano seguinte soube da morte de seu pai, partindo para Amboise, até sua propriedade em La Marck. Mas adoeceu antes disso, em Longjumeau, ali falecendo em dezembro de 1537.